# Gwiazdy polskiej muzyki lat 80. (album De Mono)
Gwiazdy polskiej muzyki lat 80. – album kompilacyjny zespołu De Mono wydany w 2007 roku jako dodatek do gazety. Zawiera 14 przebojów. Płyta pochodzi z kolekcji Dziennika i jest dwudziestą siódmą częścią cyklu „Gwiazdy polskiej muzyki lat 80.”.

## Spis utworów
Źródło:.
1. „Moje miasto nocą” – 4:05
2. „Kochać inaczej” – 5:56
3. „Tak blisko ciebie” – 4:29
4. „Meksyk” – 4:30
5. „Psychokiller” – 3:55
6. „P – jak pieniądze” – 3:13
7. „Szybka piosenka o zabijaniu” – 1:45
8. „Zastańmy sami” – 5:36
9. „De Mono i granice” – 3:00
10. „Za chwilę coś się stanie” – 4:22
11. „Otoczony” – 4:02
12. „Naprawdę mam ciebie dość” – 2:47
13. „Afryka” – 5:00
14. „Oh Yeah!” – 3:24